# Théorème d'Euler (courbure des surfaces)
Pour les articles homonymes, voir Théorèmes d'Euler.

Directions principales en un point d'une surface. Les sections de la surface selon les plans principaux ayant sur le cas particulier des courbures de signes contraires, le point de la surface est un point hyperbolique.

En géométrie différentielle, le théorème d'Euler  relatif aux rayons de courbure des courbes tracées sur une surface S deux fois différentiable fournit la valeur des courbures des courbes de cette surface passant par un même point M, sous la forme :
où :
- {\displaystyle \kappa _{X}} est la courbure normale d'une courbe tracée sur la surface S, et admettant X comme vecteur tangent au point M. C'est aussi la courbure de la courbe obtenue comme intersection de la surface S avec le plan perpendiculaire au plan tangent en M à S, et contenant le vecteur X ;
- {\displaystyle \kappa _{1}} et {\displaystyle \kappa _{2}} sont les courbures principales de la surface au point considéré[1] ;
- {\displaystyle \theta } est l'angle entre la direction principale de la courbure {\displaystyle \kappa _{1}} et le vecteur X.

Ainsi, la courbure normale des courbes passant par un point M de la surface présente deux directions particulières (obtenues dans la notation ci-dessus respectivement pour {\displaystyle \theta =0} et {\displaystyle \theta =\pi /2}). Ces deux directions sont appelées directions principales de courbure. Elles sont orthogonales entre elles (voir figure).
Autrement dit, si on suppose faire tourner un plan normal autour du vecteur normal à la surface au point considéré, la courbure des courbes dont la section est ainsi définie passe  par un maximum et un minimum. Les plans correspondant à ce maximum et à ce minimum sont orthogonaux. La connaissance des courbures des sections correspondantes permet de calculer très facilement la courbure d'une section quelconque, grâce au théorème d'Euler.
- Lorsque les deux courbures principales sont non nulles et de même signe, le point de la surface est dit elliptique.
- Lorsqu'elles sont non nulles et de signes respectifs contraires, le point est dit hyperbolique.
- Lorsque l'une seulement des courbures est nulle, le point est dit parabolique.
- Lorsqu'elles sont toutes deux nulles, le point est dit méplat.
- Lorsque les deux courbures sont non nulles et égales (en particulier de même signe), le point considéré est appelé ombilic. Toutes les directions sont alors principales.

Ce théorème et la propriété spécifique des surfaces qu'il décrit ont été démontrés par Euler en 1760.